# قائمة مراكز ثقافية في مصر
هذه الصفحة تتناول قائمة المراكز الثقافية في مصر.
- المركز الثقافي الأمريكي ش أمريكا اللاتينية - جاردن سيتي
- المركز الثقافي البريطاني شارع النيل - العجوزة
- المعهد الثقافي الإيطالي الزمالك
- المركز الثقافي الفرنسي المنيرة - السيدة زينب
- المركز الثقافي الفرنسي بالإسكندرية
- المركز الثقافي الهندي ش طلعت حرب- القاهرة
- المركز الثقافي الياباني ش القصر العيني - جاردن سيتي
- المركز الثقافي النمساوي ش كورنيش النيل - جاردن سيتي
- المركز الثقافي السويسري ش عبد الخالق ثروت - القاهرة
- المركز الثقافي الأسباني ش عبد الله الكاتب - الدقي
- المركز الثقافي الصيني ش ابن بطوطة - الجيزة
- المركز الثقافي الروسي ش التحرير - الدقي
- المركز الثقافي اليوناني ش عائشة التيمورية - جاردن سيتي